# GMC (汽車)

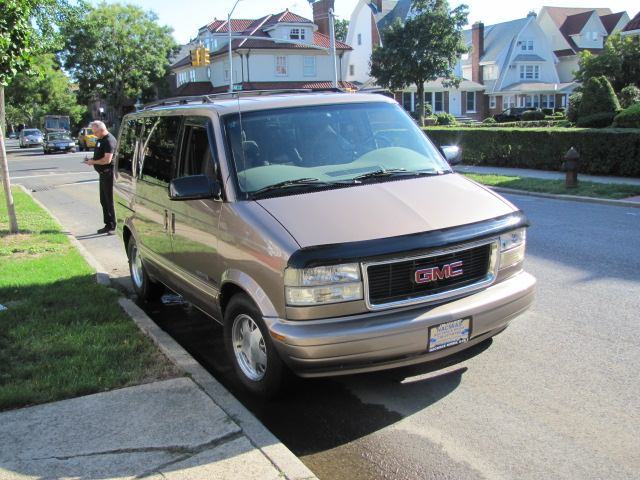
1999 GMC Safari AWD

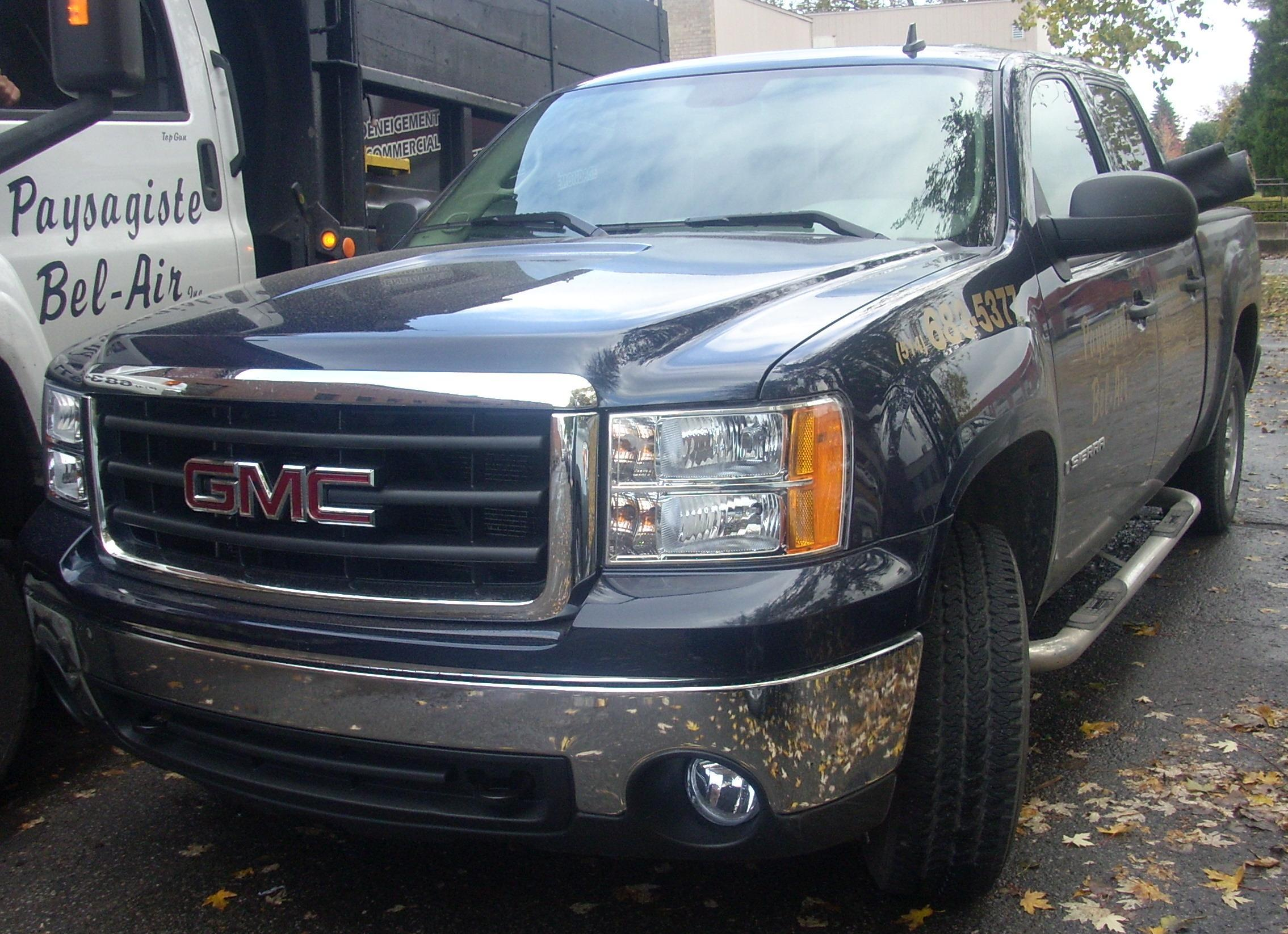
GMC Sierra Double Cab GMT900

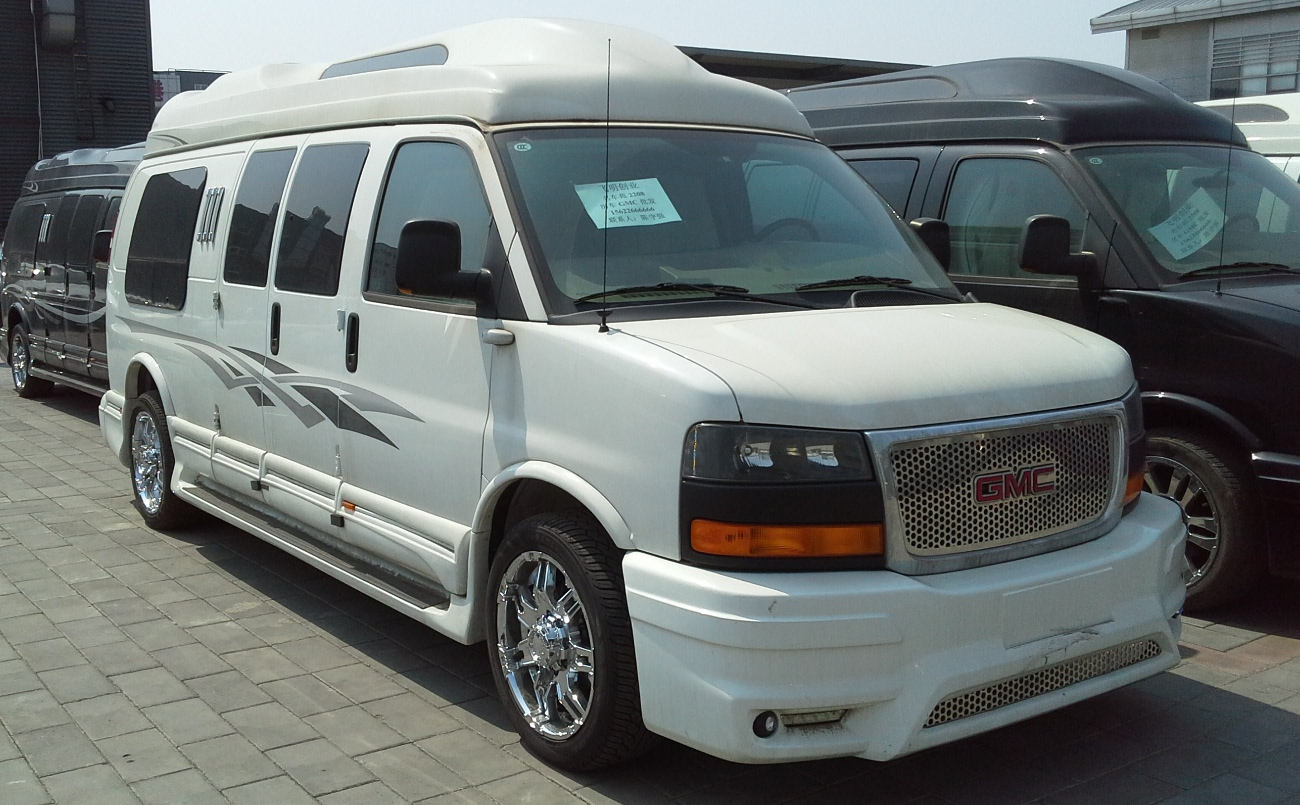
GMC Savana II

吉姆西(General Motors Truck Company , 正式名稱為 the GMC Division of General Motors LLC）是通用汽车旗下生产货车和多用途车辆的部门。吉姆西主要销售皮卡，商用货车，公共汽车，厢式货车，军用汽车和运动型多用途车（SUV）。

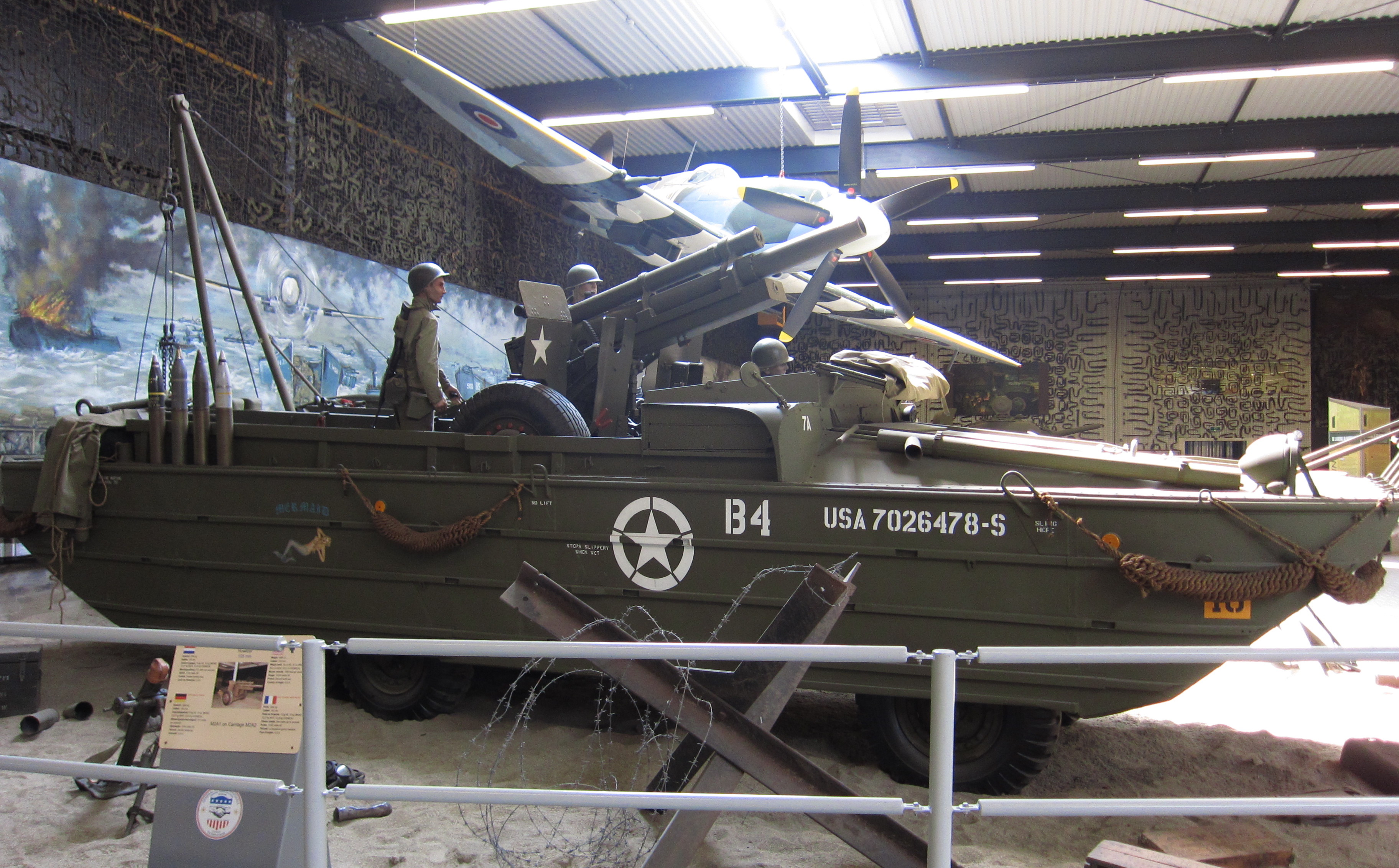
GMC DUKW-353 6x6